# Święty Krzyż vojvodskap
Święty Krzyż vojvodskap (polska województwo świętokrzyskie) är ett vojvodskap i södra Polen. Det har fått namn efter Góry Świętokrzyskie (Heliga korsbergen). Huvudstad är Kielce.